# Nederlandse Energie Maatschappij

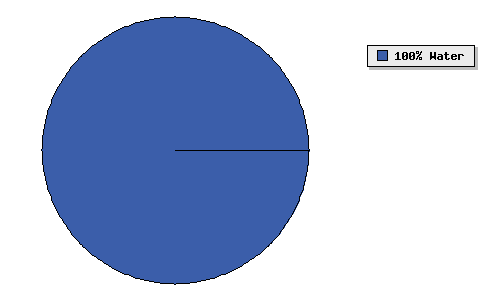
Stroometiket van NLEnergie over 2009

De Nederlandse Energie Maatschappij (afgekort als NLEnergie of NLE) was een Nederlands energiebedrijf dat groene stroom en gas levert aan particuliere klanten. De Nederlandse Energie Maatschappij heeft zich gespecialiseerd in de consumentenmarkt maar biedt sinds december 2011 ook (klein) zakelijke overeenkomsten onder de naam "NLE Zakelijk".
De Nederlandse Energie Maatschappij levert elektriciteit die wordt opgewekt uit waterkracht. In de regel komt dit uit Scandinavische waterkrachtcentrales en wordt deze gekocht middels een Garantie van Oorsprong of groencertificaat.

## Geschiedenis
In juli 2004 werd de energiemarkt geliberaliseerd. Tot medio 2004 konden kleinverbruikers niet zelf bepalen bij wie zij hun energie afnamen. Na liberalisering van de gas- en energiemarkt hebben kleinverbruikers die keuzevrijheid wel gekregen. Het gevolg van deze liberalisering was het opkomen van allerlei nieuwe energiebedrijven, waaronder de Nederlandse Energie Maatschappij. De Nederlandse Energie Maatschappij werd opgericht in 2005 door Pieter Schoen en Harald Swinkels.
In 2013 startten de eigenaren van de Nederlandse Energie Maatschappij het pseudo-consumentencollectief Sloopdecrisis.nl.
Begin 2018 is NLE overgenomen door Nuts Groep. Nuts Groep is onder andere eigenaar van het merk Budget Energie in Nederland. Met deze overname wordt Nuts Groep de 4e speler op de Nederlandse markt achter de gevestigde orde; Essent, Nuon en Eneco.